# Byron Fidetzis

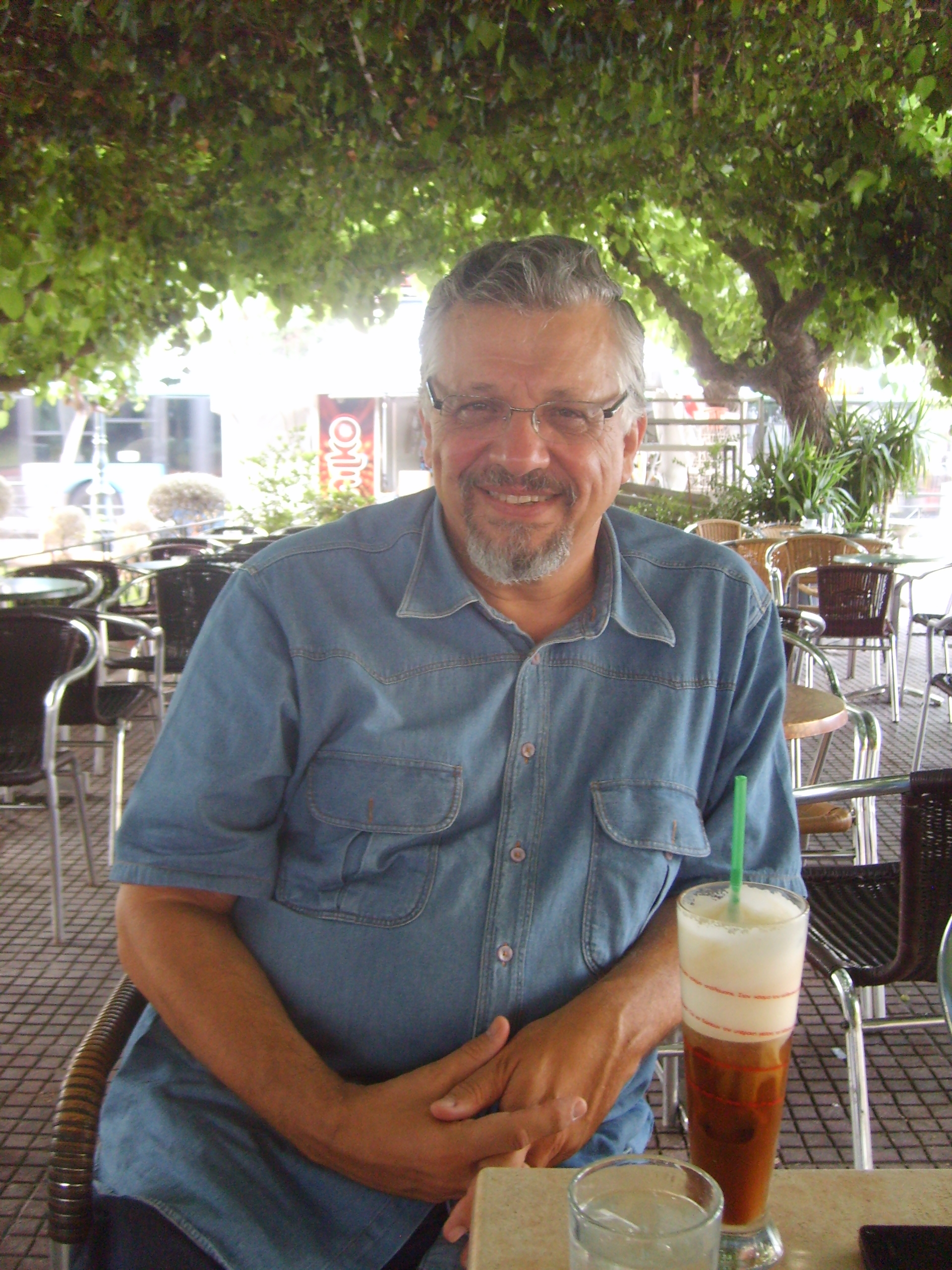
Byron Fidetzis

Byron Fidetzis (griechisch Βύρων Φιδετζής Vyron Fidetzis [ˈvirɔn fiðɛˈdzis]; * 20. März 1945 in Thessaloniki) ist ein griechischer Cellist und Dirigent.

## Leben
Fidetzis studierte zunächst am Staatlichen Konservatorium Thessaloniki Violoncello und Musiktheorie. Durch ein Stipendium konnte er seine Studien an der Wiener Musikakademie fortsetzen, bei Vladimir Orloff, André Navarra und Senta Benesch im Fach Violoncello, im Fach Dirigieren bei Hans Swarowsky.
Als Cellist trat er mit allen griechischen Orchestern, aber auch mit zahlreichen Klangkörpern in ganz Europa auf. Von 1985 bis 1992 war er Ständiger Gastdirigent der Griechischen Staatsoper Athen, seit 1987 des Athener Staatsorchesters. 1990 bis 1992 war er Chefdirigent des Staatlichen Orchesters in Jekaterinburg, seit 1992 dirigierte er regelmäßig die State Symphony Capella of Russia in Moskau. Von 2000 bis 2005 war er künstlerischer Leiter des Staatsorchesters Thessaloniki, von 2004 bis 2011 künstlerischer Leiter und Chefdirigent des Athener Staatsorchesters, mit dem er u. a. im Wiener Musikverein gastierte.
Die besondere Bedeutung seines Schaffens liegt in der Einspielung von über 20 Aufnahmen mit Musik griechischer Komponisten, darunter allein acht Gesamtaufnahmen von Opern der Komponisten Pavlos Carrer, Spyros Samaras, Manolis Kalomiris und Dimitri Mitropoulos, sämtliche Orchesterwerke von Giannis Konstantinidis und zahlreiche Werke von Nikos Skalkottas. Als Kammermusiker war er an der Rekonstruktion und Einspielung von Werken Emilios Riadis’ und vieler weiterer Komponisten beteiligt.
Seit 1991 lehrt Fidetzis Musikwissenschaft an der Universität Athen, die Athener Akademie ehrte ihn mit dem Spyros-Motsenigos-Preis.